# DS-P1-Yu Nº 54
O DS-P1-Yu Nº 54 foi um satélite artificial soviético lançado ao espaço no dia 25 de abril de 1972 através de um foguete Kosmos a partir do Cosmódromo de Plesetsk. O satélite foi perdido após o segundo estágio do foguete lançador sofrer uma falha aos 367 segundos de voo.

## Objetivo
O DS-P1-Yu Nº 54 foi o quinquagésimo quarto membro da série de satélites DS-P1-Yu. Sua missão era realizar testes de sistemas antissatélites e antimíssil soviéticos.